# Logname
No software de computador, o logname (que significa Nome de login) é um programa em Unix e sistemas operacionais Unix-like que imprime o nome do usuário que executa o comando. Ele corresponde à variável LOGNAME no ambiente do sistema estatal. Em chamada de sistema o logname é um comando que apareceu pela primeira vez em UNIX System III.
```
Commando:
 
logname
Imprime
 
na
 
tela
 
o
 
nome
 
atual
 
do
 
usuário.

```